# 森田鉄郎
森田 鉄郎（もりた てつろう、1914年10月22日 - 1996年2月5日）は、日本の西洋史学者。

## 略歴
1914年10月22日、父・福井県出身・弁護士・摩寿意善太郎、母・広島県出身・山田ツヤの次男として東京麻布区に生まれる。兄は日本の美術家、東京芸術大学名誉教授・摩寿意善郎。麻布中学校卒業後、1932年、旧制第一高等学校に入学。　1935年東京帝国大学文学部西洋史学科入学。1939年同卒業。秩父宮御用掛・学習院大学教授・渡邉八郎長女・千江と婚姻。（祖父は大村藩士・初代大阪府知事・元老院議官・会計検査院長・貴族院議員・渡邉昇）婚姻後京都市岡崎円寺151・「吉富楼」経営の森田久の夫婦養子となり、姓を森田と改める。その後、日本帝国陸軍に入隊し北支那方面軍及びニューギニア戦線に従軍。大尉。九死に一生を得て、終戦後、高知高等学校教授、山口高等学校教授、神戸商科大学教授を経て、神戸大学教授に就任。中世イタリア経済史の研究に従事した。姫路市に居住の後、1955年より、神戸市垂水区歌敷山に家族とともに居を構える。家族・妻千江・長男千晴・次男千史・母摩擦寿意ツヤ。1953年から1955年までイタリアに出張、ローマ大学講師を務める。1965年から1966年までイタリアに再び出張する。イタリア共和国より騎士勲章を授与される。1978年、神戸大学定年退官。神戸大学名誉教授。退官後・長野県北佐久郡立科町芦田八ケ野1970・白樺高原に移り住み、妻千江・次男建築家・千史とともに、会員制ホテル・コルテノーバを開設。リゾートホテル経営に従事する傍ら、埼玉県の城西大学にて講師を務める。1988年勲三等旭日中綬章受章。趣味・旅行・写真・スキー。白樺高原に移り住み、約18年間、コルテノーバを訪れる知人の人々と共に、四季の美しい自然を満喫しながら、1996年2月5日、急性骨髄性白血病のため同地で死去（81歳）。
イタリア史が専門。

## 活動・研究

### 著者
- ルネサンス期イタリア社会 吉川弘文館、1967. ユーラシア文化史選書[2]
- マッツィーニ イタリア民族革命の使徒 清水書院、1972. センチュリーブックス. 人と歴史シリーズ
  - 「イタリア民族革命の使徒・マッツィーニ」清水新書、1984
- イタリア民族革命 リソルジメントの世紀 近藤出版社、1976
- 中世イタリアの経済と社会 ルネサンスの背景 山川出版社、1987.9

### 共編著
- 世界各国史 15 イタリア史（編）山川出版社, 1976.8
- イタリア現代史 重岡保郎共著 山川出版社、1977.3. 世界現代史

### 翻訳
- イタリアの都市国家 D.ウェーリー 平凡社、1971. 世界大学選書
- 世界を創った人びと 8 ダンテ イタリアルネサンス最大の詩人 編訳. 平凡社、1979.6

## 参考
- 「マッツィーニ」清水新書、著者紹介